# Hermann Schwarz (Fußballspieler)
Hermann Schwarz (* 31. Januar 1914 in Minden; † 9. Oktober 1950 in West-Berlin) war ein deutscher Fußballspieler.

## Karriere
Hermann Schwarz stieß 1935 als 20-Jähriger zu Hertha BSC. Dort kam er jedoch zunächst nicht an Stammtorhüter Franz Valinski vorbei und nahm hinter Paul Gehlhaar nur die Position des dritten Torwarts ein. Nachdem dieser in der Saison 1935/36 die ersten drei Partien bestritten hatte, löste Schwarz ihn ab und stand fortan in der Startelf. Doch auch er konnte nicht verhindern, dass Hertha am Saisonende durch zwei Heimniederlagen gegen Tennis Borussia (1:3) und SC Nowawes 03 (0:2) die sicher geglaubte Meisterschaft verspielte und mit je einem Punkt Rückstand auf den Berliner SV 92 und SC Minerva 93 nur Dritte wurde. In der folgenden Saison bestritt Hermann Schwarz erneut 15 Partien und hatte enormen Anteil daran, dass Hertha schlussendlich souverän die Gaumeisterschaft gewann und sich so für die Endrunde um die deutsche Meisterschaft 1937 qualifizierte. Dort bestritt Schwarz alle sechs Partien, wusste dennoch das Ausscheiden durch Gruppenplatz 3 hinter FC Schalke 04 und Werder Bremen nicht zu verhindern.
1937/38 verlor Schwarz nach einer schweren Verletzung im Tschammerpokal 1937 bei Holstein Kiel vorübergehend seinen Stammplatz an den deutlich jüngeren Paul Wansel, der wiederum im Laufe der Saison von Fritz Buchloh abgelöst wurde. Schwarz dagegen bestritt nur zwei Partien und musste mit ansehen, wie sein Verein nur aufgrund des schlechteren Torquotienten die Titelverteidigung verpasste. Nach seiner Genesung bestritt Hermann Schwarz in der Saison darauf wieder alle 18 Ligaspiele, musste aber erneut verkraften, dass Hertha wegen des schlechteren Torverhältnisses Zweite wurde, diesmal hinter Blau-Weiß 90. Da nützte selbst die mit 23 Gegentreffern beste Defensive der Liga nichts. 1939 wurde Schwarz dann von dem Kriegsgastspieler des FC St. Pauli, Hans Uhlich, als Nummer 1 abgelöst und bestritt bis 1944 insgesamt nur noch sieben Ligaspiele.
Mit 38 Einsätzen in der Berliner Stadt- oder Verbandsauswahl ein gestandener Routinier, gehörte Hermann Schwarz nach dem Wiederbeginn des Spielbetriebes zur Mannschaft der SG Gesundbrunnen, mit der ihm noch in der Saison 1948/49 die Meisterschaft der Ligaklasse, Staffel C, und damit der Aufstieg in die Stadtliga (nun wieder als Hertha BSC) gelang. Danach nur noch gelegentlich eingesetzt, kam Schwarz im Oktober 1950 bei einem Unfall ums Leben.

## Erfolge
- Gaumeister Berlin-Brandenburg 1935, 1937, 1944